# Satcom 2
O Satcom 2 foi um satélite de comunicação geoestacionário construído pela GE Astro, ele esteve localizado na posição orbital de 119 graus de longitude oeste e era operado pela RCA Satcom. O satélite foi baseado na plataforma AS-3000.

## História
O RCA-B, o segundo de uma série de satélites de comunicações comerciais da RCA-GLOBCOM, foi lançado em uma órbita de transferência síncrona. O veículo de lançamento Delta funcionou nominalmente, colocando o satélite e seu motor de apogeu (ABM) na órbita de transferência desejada. A órbita de transferência síncrona desejada permitiu que os sistemas de propulsão atendesse o objetivo da missão. Este objetivo era colocar o satélite em uma órbita síncrona estacionária, mantendo a propulsão stationkeeping suficiente para atender aos requisitos de tempo de vida da missão.

## Lançamento
O satélite foi lançado com sucesso ao espaço no dia 26 de março de 1976, por meio de um veículo Delta-3914, lançado a partir da Estação da Força Aérea de Cabo Canaveral, na Flórida, Estados Unidos. Ele tinha uma massa de lançamento de 868 kg.

## Capacidade e cobertura
O Satcom 2 era equipado com dispositivos que forneciam serviços de transmissões via satélite aos Estados Unidos.